# Enizemum schwarzi
Enizemum schwarzi är en stekelart som beskrevs av Diller 1987. Enizemum schwarzi ingår i släktet Enizemum och familjen brokparasitsteklar. Inga underarter finns listade i Catalogue of Life.